# بيل ريتشموند (كاتب)
بيل ريتشموند (بالإنجليزية: Bill Richmond)‏ هو كاتب سيناريو أمريكي، ولد في 19 ديسمبر 1921 في كنتاكي في الولايات المتحدة، وتوفي في 4 يونيو 2016 في كالاباساس في الولايات المتحدة.

## وصلات خارجية
- بيل ريتشموند على موقع IMDb (الإنجليزية)
- بيل ريتشموند على موقع ألو سيني (الفرنسية)
- بيل ريتشموند على موقع ميوزك برينز (الإنجليزية)
- بيل ريتشموند على موقع أول موفي (الإنجليزية)
- بيل ريتشموند على موقع قاعدة بيانات الأفلام السويدية (السويدية)
- بيل ريتشموند على موقع ديسكوغز (الإنجليزية)
- بيل ريتشموند على موقع كينوبويسك (الروسية)